# Ејприл О’Нил
Ејприл О’Нил (енгл. April O'Neil) је измишљени лик из франшизе Mirage Studios-а Нинџа корњаче. У сваком од многих наставака и верзија Нинџа корњача, она је добар пријатељ са корњачама Леонардом, Рафаелом, Донателом и Микеланђелом.

## Стрип
У оригиналној причи Mirage Studios-а, Ејприл, која је првобитно носила комбинезон, била је искусни компјутерски програмер и радила је као асистент Бакстера Стокмана, помажући му да програмира његове роботе-мишоловце и демонстрирајући њихове операције. Након што је сазнала да је Бакстер користио мишоловце да их укопа у трезоре банке и краде из њих, она је покушала да побегне из Бакстерове радионице и пронађе себе у канализацији, спасавајући свој живот од неколико мишоловаца. Догодило се да три корњаче дођу до ње и спасу је; они су се касније успешно бранили од инвазије мишоловаца пошто их је Бакстер програмирао да нападну корњаче.